# Audyt oprogramowania
Audyt oprogramowania – ocena organizacji jednostki audytowanej pod względem zarządzania produktami informatyki jakimi są programy komputerowe. Wykonywany jest obiektywnie przez kompetentne osoby lub firmy, niezależne od podmiotu ocenianego. Celem audytu oprogramowania jest weryfikacja, czy cele wyznaczone przez organizację audytowaną pod względem zarządzania oprogramowania zostały osiągnięte lub czy jej działania są zgodne z zaakceptowanymi standardami, statusem czy praktykami. Audyt ocenia czy zastosowane procedury będą w przyszłości odpowiadały uzgodnionym do stosowania wymaganiom. Oprócz oceny wskazuje także zalecenia zmian w procedurach, w tym sprawdzających oraz w politykach.

## Etapy audytu legalności oprogramowania
Inwentaryzacja oprogramowania – początkowy etap polegający na zdobyciu szczegółowej wiedzy na temat posiadanych w organizacji zasobów informatycznych. W pierwszej kolejności ustala się  spis zasobów jakie posiada organizacja tzn. ustala się liczbę stacji roboczych, serwerów i systemów operacyjnych. Jednocześnie sprawdza się rodzaj zainstalowanego oprogramowania na każdym z urządzeń. Końcowy etap prowadzi do wygenerowania szczegółowego raportu, w którym porównywana jest liczba posiadanych przez organizację licencji z informacjami zgromadzonymi w trakcie audytu.
Program naprawczy – etap, który polega na natychmiastowym wykasowaniu z komputerów nielegalnego oprogramowania. Z dysków firmowych usuwa się zbędne i nieużywane aplikacje, które nie powinny się na nich znajdować. Uzupełnia się brakujące licencje do wymaganych programów. W przypadku, gdy organizacja dysponuje większą liczbą licencji, może zainstalować zgodne z nimi programy, których one dotyczą.
Ustalenie procedur i zasad postępowania z oprogramowaniem – istotny etap audytu oprogramowania polegający na opracowaniu procedur i polityk zarządzania posiadanymi przez firmę dobrami informatycznymi i licencjami oraz postępowania z nimi, które będą teraz obowiązywać wszystkich członków organizacji. Wdrożenie i przestrzeganie procedur zarządzania oprogramowaniem ma na celu ochronę organizacji przed nielegalnym oprogramowaniem, zapewnia bezpieczeństwo oraz chroni przed dotkliwymi konsekwencjami finansowymi.